# Cot Geulumpang Baroh
Cot Geulumpang Baroh is een bestuurslaag in het regentschap Bireuen van de provincie Atjeh, Indonesië. Cot Geulumpang Baroh telt 446 inwoners (volkstelling 2010).